# Pero vecina
Pero vecina là một loài bướm đêm trong họ Geometridae.